# آنا ماريا غونسالفيس
آنا ماريا غونسالفيس (بالبرتغالية: Ana Maria Gonçalves‏) هي كاتِبة برازيلية، ولدت في 13 فبراير 1970.